# Битва при Камбе
Битва при Камбе — сражение, состоявшееся 7 апреля 1855 года на территории полуострова Камба (совр. Фиджи), между войсками Такомбау — вунивалу Мбау, поддерживаемого Тонганским королевством, и силами мятежников (не менее 500 чел.), поддерживаемых туземным королевством Рева. Завершилось уверенной победой Такомбау и его союзников.

## Предыстория

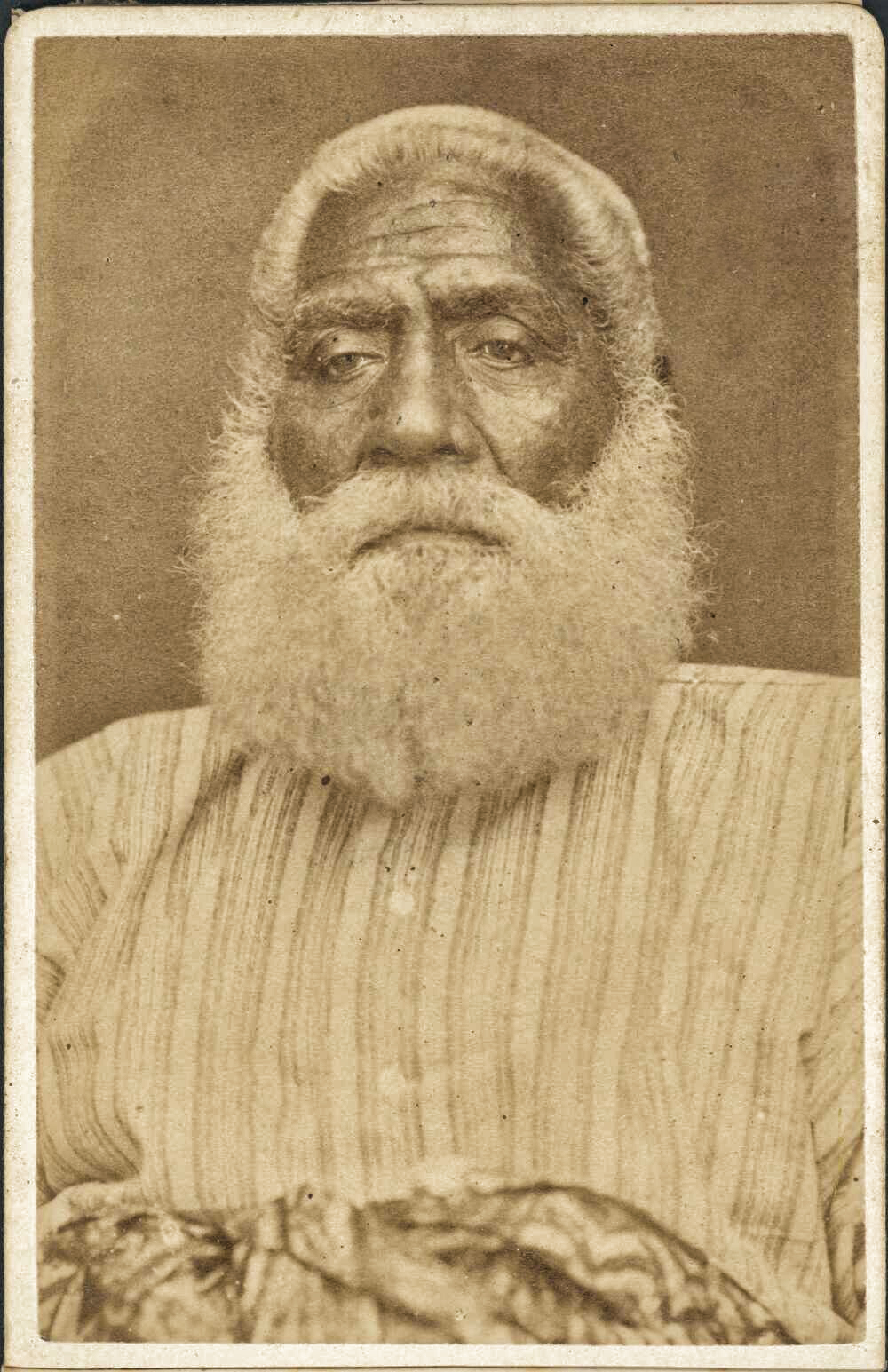
Такомбау

В декабре 1852 года, после смерти своего отца Таноа Висаванги, Такомбау провозгласил себя вунивалу, то есть военным правителем Мбау. Это повлекло за собой начавшийся в 1853 году мятеж во главе с племенным вождём Мара, очагами которого стали остров Овалау и полуостров Камба. В августе того же года Такомбау привел к берегам Камба военную флотилию своих каноэ, однако ничего не добился. Мятежники разбили большую часть его солдат, а сам вунивалу был вынужден бежать.
В ноябре 1853 года Такомбау по пути в Сидней посетил король Тонги Джордж Тупоу I, предложивший вунивалу принять христианство в обмен на военную помощь со стороны Тонга. Вождь долго обдумывал своё решение и в апреле 1854 года, потерпев ряд поражений со стороны мятежников, все-таки согласился. Тогда тонганский король предоставил в распоряжение Такомбау каноэ Ra Mara'ma — гордость флота Тонги — и пообещал по возвращении из Сиднея оказать помощь в подавлении мятежа.
На протяжении 1854 года части Мбау продолжали осуществлять атаки на Камба, но все они оборачивались неудачами.
9 февраля 1855 года королевства Рева и Мбау официально заключили мир, но, несмотря на это, воины Рева, пораженные таким ходом со стороны своих лидеров, принимали участие в Битве при Камба.

## Ход сражения

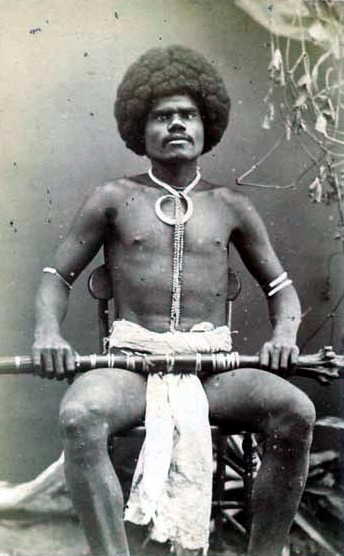
Фиджийский воин середины XIX века

Группа вооруженных фиджийских воинов

24 марта 1855 года флот Тонги, состоявший из 30 больших каноэ и проа, вышел в море. К 3 апреля он достиг территориальных вод Фиджи и причалил к берегам Мбау, где произошло соединение частей вунивалу и Тонги. Четыре дня спустя, 7 апреля, объединённые силы в составе 2 тысяч тонганцев и тысячи фиджийцев выступили в направлении Камба. Тонганскими войсками непосредственно командовал не сам король, а Энеле Маафу — представитель Тонги в Фиджи.
В конце полуострова, где концентрировались силы мятежников, существовал укрепленный форпост Коро и Кубу. На суше он был защищен длинным забором, простиравшимся от побережья до побережья. Такомбау приказал фиджийцам прорваться через забор и отрезать отступление повстанцев вглубь полуострова, а тонганцам, тем временем, предписывалось атаковать противника с берега.
Изначально считая, что форпост должен быть взят бескровно, Маафу не отдавал приказа о переходе в прямую атаку, но, увидев выстрелы со стороны гарнизона, решил перейти к усиленным мерам. Сметая все на своем пути, тонганцы ворвались на территорию поселения Коро-и-Кубу и стали поджигать деревянные постройки. В это время им оказали сопротивление вооруженные повстанцы и защитники забора, которых на тот момент теснили воины Мбау с противоположной стороны. Тонганцы упорно прорывались навстречу открытому огню — к укреплениям Камба, практически не неся людских потерь. В критический момент Маафу бросил в атаку свежие части, стремительно разрушившие заграждения, и Коро-и-Кубу был взят. Лидер восставших — Мара бежал в неизвестном направлении.
За победой над мятежниками последовали массовые грабежи и убийства в Коро-и-Кубу. Солдаты Мбау убивали мужчин, женщин и детей, в результате чего суммарные потери поселенцев значительно возросли. Тонганские войска, несмотря на рискованную атаку укреплений форпоста под непрерывным обстрелом, потеряли всего 14 человек убитыми и около 20 — ранеными.

## Итог
Победа Такомбау над мятежниками при Камбе сыграла важную роль в дальнейшем объединении фиджийских земель в единое государство. Но, несмотря на подъём авторитета вунивалу в глазах фиджийцев, теперь он был отчасти зависим от королевства Тонга. Повстанческий лидер Мара, оставивший форпост перед его падением, нашел убежище в Куми, но, когда 13 апреля войска вунивалу пришли и туда, бежал на остров Овалау. Восстание было полностью подавлено: повстанческие районы заключили мир с Такомбау, и при этом достаточно выгодный: впервые за период своего правления Такомбау даровал противникам жизнь, не став прибегать к привычному для себя каннибализму. Впрочем, часть недовольных вунивалу ещё некоторое время продолжала борьбу с фиджийцами, но эти незначительные конфликты были улажены при посредничестве Великобритании.